# コモロ関係記事の一覧
コモロ関係記事の一覧（コモロかんけいきじのいちらん）は、東アフリカの島嶼国家・コモロに関係する記事の一覧である。独立前の関係記事も取り扱う。

## コモロ関係記事
50音順に配列されている。

### 記号
- .km(ccTLD)

### 英数字
- ISO 3166-2:KM（行政区分コード）

### あ行
- アザリ・アスマニ（政治家）
- アーメド・アブダラ（政治家）
- アフメド・アブドラ・モハメド・サンビ（政治家）
- アラビア語（言語）
- アンジュアン島（島）
- 偉大な島の連合（国歌）
- インド洋（海洋）
- エール・コモロ・インターナショナル（航空会社）
- オリンピックのコモロ選手団（オリンピック）

### か行
- グランドコモロ島（島）
- コモロ（国）
- コモロ語（言語）
- コモロ諸島（諸島）
- コモロの行政区画（行政区画の一覧）
- コモロの国章（国章）
- コモロの国歌（国歌）
- コモロの国旗（国旗）
- コモロの大統領（政治）

### さ行
- サッカーコモロ代表（サッカー）

### は行
- フランス語（言語）

### ま行
- ムツァムドゥ（都市）
- マヨット（フランスの海外準県）
- モザンビーク海峡（海峡）
- モヘリ島（島）
- モロニ（首都）